# UFC on ESPN: dos Anjos vs. Edwards
UFC on ESPN: dos Anjos vs. Edwards (también conocido como UFC on ESPN 4) fue un evento de artes marciales mixtas producido por Ultimate Fighting Championship que tuvo lugar el 20 de julio de 2019 en el AT&T Center en San Antonio, Texas.

## Historia
El evento marcó la segunda visita de la promoción a San Antonio y la primera desde UFC Fight Night: Swanson vs. Stephens en junio de 2014.
El evento estelar contó con una pelea de peso wélter entre el excampeón de peso ligero de UFC Rafael dos Anjos y Leon Edwards.
Se esperaba que Aleksei Oleinik se enfrentara a Walt Harris el 4 de mayo de 2019 en UFC Fight Night: Iaquinta vs. Cowboy. Sin embargo, Oleinik se retiró de la pelea con Harris el 3 de abril y se enfrentó a Alistair Overeem en UFC Fight Night: Overeem vs. Oleinik luego de que el excampeón de peso pesado de Bellator MMA, Alexander Volkov, tuviera que retirarse. El combate fue reprogramado para este evento.
El combate de peso ligero entre Alexander Hernández y Francisco Trinaldo también ha sido reprogramado para el evento. Se esperaba que el combate tuviera lugar por primera vez el 26 de enero de 2019 en UFC 233. Sin embargo, Hernández fue sacado de esa pelea a favor de una pelea con el exretador al título de peso ligero Donald Cerrone una semana antes, en UFC Fight Night: Cejudo vs. Dillashaw.
La exretadora al Campeonato de Peso Gallo de Mujeres de UFC, Liz Carmouche, tenía previsto enfrentar a la exretadora al Campeonato de Peso Mosca de Mujeres de UFC, Roxanne Modafferi. Sin embargo, Carmouche fue retirada de la pelea para enfrentar a la actual campeona, Valentina Shevchenko, en agosto en UFC Fight Night: Shevchenko vs. Carmouche. En el evento, Modafferi se enfrentó a la excampeona de peso mosca de Invicta FC, Jennifer Maia, en una revancha de su pelea del 2016, que Maia ganó por decisión dividida para defender el título. En el pesaje, Maia pesó 129 libras, 3 libras por encima del límite de peso mosca (126 lbs). Como resultado, Maia fue multada con el 30% de su pago, y la pelea se llevó a cabo en un peso acordado.

## Premios extra
Los siguientes peleadores recibieron $50.000 en bonificaciones:
- Pelea de la Noche: Mario Bautista vs. Jin Soo Son
- Actuación de la Noche: Walt Harris y Dan Hooker

## Récords
Con un total de 10 combates finalizados por decisión de los jueces, el evento empató con UFC 169, UFC Fight Night: Machida vs. Mousasi, UFC Fight Night: Silva vs. Bisping, UFC Fight Night: Whittaker vs. Brunson, y UFC Fight Night: Werdum vs. Tybura como los eventos con más cantidad de decisiones.
Nueve decisiones consecutivas también marcaron un nuevo récord.